# スティーヴン・ウィリアムズ (監督)
スティーヴン・ウィリアムズ（Stephen Williams）はカナダの映画及びテレビの監督である。ABCのシリーズ『LOST』のレギュラー監督を務めていたことで知られる。

## 主な監督作品

### テレビシリーズ
- ダークエンジェル Dark Angel (2002)
  - 第2シーズン第10話「ブレイン」
  - 第2シーズン第16話「スクール」

- オデッセイファイブ Odyssey 5 (2002-2003)
  - 第8話「ラプチャー」
  - 第13話「ハリーの災難」
  - 第18話「次元を漂う愛」

- Playmakers (2003)
  - 第1シーズン第10話「Tenth of a Second」

- ミッシング -サイキック捜査官- 1-800-Missing (2003)
  - 第1シーズン第5話「空の上での蒸発」

- ラスベガス Las Vegas (2003)
  - 第2シーズン第5話「愛と裏切りのベガス」

- 女検死医ジョーダン Crossing Jordan (2003-2005)
  - 第2シーズン第12話「Perfect Storm」
  - 第2シーズン第21話「Pandora's Trunk, Part 1」
  - 第3シーズン第5話「Dead or Alive」
  - 第3シーズン第7話「Missing Pieces」
  - 第3シーズン第12話「Dead in the Water」

- Kevin Hill (2004)
  - 第1シーズン第12話「Homeland Insecurity」

- LOST Lost (2004-2009)
  - 第1シーズン第11話「見えない足跡（英語版）」
  - 第1シーズン第20話「約束（英語版）」
  - 第2シーズン第2話「漂流（英語版）」
  - 第2シーズン第5話「探しもの（英語版）」
  - 第2シーズン第8話「復讐（英語版）」
  - 第2シーズン第11話「境界線（英語版）」
  - 第2シーズン第15話「捕らえられた男（英語版）」
  - 第2シーズン第17話「封鎖（英語版）」
  - 第2シーズン第22話「隠された取引（英語版）」
  - 第3シーズン第3話「次なる導き（英語版）」
  - 第3シーズン第4話「自らのために生きよ（英語版）」
  - 第3シーズン第7話「偽りの場所（英語版）」
  - 第3シーズン第11話「コード77（英語版）」
  - 第3シーズン第14話「エクスポゼ（英語版）」
  - 第3シーズン第17話「ジグソーパズル（英語版）」
  - 第3シーズン第21話「グレイテストヒッツ（英語版）」
  - 第4シーズン第2話「訪問者たち（英語版）
  - 第4シーズン第4話「証言（英語版）」
  - 第4シーズン第8話「贖罪（英語版）」
  - 第4シーズン第10話「ルール（英語版）」
  - 第4シーズン第12話「オーシャニック6（英語版）」
  - 第5シーズン第10話「責めを負う者（英語版）」
  - 第5シーズン第4話「リトル・プリンス (ロスト)（英語版）」
  - 第5シーズン第6話「316（英語版）」
  - 第5シーズン第12話「島の裁き（英語版）」
  - 第5シーズン第15話「リーダー（英語版）」

- アンダーカバー Undercovers (2010)
  - 第1シーズン第2話「さらわれた博士」
  - 第1シーズン第6話「ホイトの恋」
  - 第1シーズン第13話「真実の行方」（未放送）

- PERSON of INTEREST 犯罪予知ユニット Person of Interest (2012)
  - 第1シーズン第11話「管理人」
  - 第1シーズン第22話「真実を追う者」

- TOUCH/タッチ Touch (2012)
  - 第1シーズン第3話「目に見えない騎士」
  - 第1シーズン第6話「過去の忘れ物」

- トランスポーター ザ・シリーズ Transporter: The Series (2012)
  - 第1シーズン第1話「父の秘密」[2]。

- 殺人を無罪にする方法 How to Get Away with Murder (2014-) 
  - 第1シーズン第9話
  - 第2シーズン第4話
  - 第2シーズン第14話

- ジ・アメリカンズ The Americans (2015) 第3シーズン第9話

- ウエストワールド Westworld (2016-) 
  - 第1シーズン第8話
  - 第2シーズン第9話

- ウォーキング・デッド The Walking Dead
  - 第6シーズン第4話
- ウォッチメン Watchmen (2019)
  - 第1シーズン第3話
  - 第1シーズン第6話

### 映画
- シャドーゾーン Shadow Zone: The Undead Express (1996) テレビ映画
- Verdict in Blood (2002) テレビ映画
- キリング・スプリング A Killing Spring (2002) テレビ映画